# Squirtle
Squirtle (japanski: ゼニガメ Zenigame) jedan je od 1025 fiktivnih vrsta Pokémona iz medijske franšize Pokémon, skupa Pokémon videoigara, animiranih serija, manga stripova, knjiga, igraćih karata i drugih medija kojima je tvorac Satoshi Tajiri. Svrha je Squirtlea u videoigrama, animiranoj seriji i manga stripovima, kao i svrha ostalih Pokémona, borba s divljim Pokémonima – neukroćenim stvorenjima koje igrači i likovi pronalaze dok kreću na razne avanture – i pripitomljenim Pokémonima drugih Pokémon trenera.

## Etimologijaimena
Squirtlovo je ime kombinacija engleskih riječi "squirt" = mlaz vode, što je njegova osnovna tehnika u borbama Pokémona, i "turtle" = kornjača. Istovremeno, njegovo bi ime moglo biti kombinacija engleskih riječi "squirrel" = vjeverica, i "turtle" = kornjača, jer je Squirtle Pokémon koji je izgledom identičan kornjači s repom nalik vjeveričinom. 
Njegovo japansko ime, Zenigame, vjerojatno dolazi od japanske riječi "zenigame", što doslovno znači riječna kornjača. 

## Pokédex podaci
- Pokémon Red/Blue: Nakon rođenja, njegova leđa očvrsnu u oklop. Sposoban je silovito ispaljivati pjenu iz usta.
- Pokémon Yellow: Ispaljuje vodu na plijen dok je unutar vode. Kada je u opasnosti, povlači se u svoj oklop.
- Pokémon Gold: Njegov oklop mekan je pri rođenju. Ubrzo nakon toga, postaje tako čvrst da će se svačiji prsti odbiti od njega.
- Pokémon Silver: Oklop, koji očvrsne nakon rođenja, veroma je otporan. Ako ga netko podbode, odbit će se natrag.
- Pokémon Crystal: Kada se osjeća ugrožen, povlači udove u oklop i ispaljuje vodu iz usta.
- Pokémon Ruby/Sapphire: Squirtleov oklop ne koristi mu samo kao zaštita. Zaobljen oblik oklopa i udubine na njemu smanjuju trenje u vodi, omogućujući ovom Pokémonu plivanje pri visokim brzinama.
- Pokémon Emerald: Oklop mu ne koristi samo kao zaštita. Njegov zaobljeni oblik i udubine na njemu smanjuju trenje u vodi, omogućujući Squirtleu plivanje pri visokim brzinama.
- Pokémon FireRed: Kada povuče svoj dugi vrat u oklop, ispaljuje vodu sa silovitom snagom.
- Pokémon LeafGreen: Nakon rođenja, njegova leđa očvrsnu u oklop. Silovito ispaljuje pjenu iz usta.
- Pokémon Diamond/Pearl/Platinum: Povlači se unutar svoga oklopa, a zatim uzvraća ispaljivanjem vode koristeći svaku priliku.

## U videoigrama
U igrama Pokémon Red i Blue, Squirtle je jedan od početnih Pokémona, tj. jedan od Pokémona s kojim igrač započinje igru. Poké lopta koja sadržava Squirtlea (jedinog u ovoj igri) nalazi se u laboratoriju profesora Oaka u gradu Palletu. Ako igrač odabere Squirtlea, njegov će protivnik odabrati Bulbasaura. Squirtle će biti na 5. razini, što je slučaj s gotovo svim početnim Pokémonima
U igri Pokémon Yellow, Squirtlea je moguće dobiti u gradu Vermilionu. Policajka Jenny dat će Squirtlea igraču nakon što igrač pobijedi poručnika Surgea. Ova je situacija vjerojatno inspirirana načinom na koji je Ash uhvatio svojeg Squirtlea. U ovoj igri igrač može dobiti i druga dva početna Pokémona, Charmandera i Bulbasaura, pričajući s određenim likovima unutar igre. Squirtle dobiven u gradu Ceruleanu bit će na 10. razini.
U igrama FireRed i LeafGreen, Squirtlea je moguće pronaći (kao u igrama Pokémon Red i Blue) unutar laboratorija profesora Oaka, kao jednog od ponuđenih početnih Pokémona.
Squirtle je smatran osrednjim izborom početnog Pokémona, pošto je otporan i učinkovit u prvoj dvorani, no nije učinkovit u borbi protiv sljedeće dvije.

## Tehnike
| Prirodne tehnike           | Prirodne tehnike | Prirodne tehnike |
| -------------------------- | ---------------- | ---------------- |
| Tehnika                    | Vrsta tehnike    | Razina           |
| Obaranje (Tackle)          | Normalni         |                  |
| Zamah repom (Tail Whip)    | Normalni         | 4                |
| Mjehurići (Bubble)         | Vodeni           | 7                |
| Povlačenje (Withdraw)      | Vodeni           | 10               |
| Vodeni pištolj (Water Gun) | Vodeni           | 13               |
| Ugriz (Bite)               | Mračni           | 16               |
| Brza vrtnja (Rapid Spin)   | Normalni         | 19               |
| Zaštita (Protect)          | Normalni         | 22               |
| Vodeni puls (Water Pulse)  | Vodeni           | 25               |
| Vodeni rep (Aqua Tail)     | Vodeni           | 28               |
| Udarac glavom (Skull Bash) | Normalni         | 31               |
| Ples kiše (Rain Dance)     | Vodeni           | 34               |
| Vodena crpka (Hydro Pump)  | Vodeni           | 37               |

## Statistike
| HP:      | 44 |  |
| Attack:  | 48 |  |
| Defense: | 65 |  |
| Special: | 50 |  |
| SpAtk:   | 50 |  |
| SpDef:   | 64 |  |
| Speed:   | 43 |  |

Statistika Special korištena je samo tijekom prve generacije; kasnije je podijeljenja na Special Attack i Special Defense statistike.

## U animiranoj seriji
Tijekom jednog vremenskog perioda, Ash Ketchum imao je Squirtlea u svom aktivnom timu. Kao napušten Pokémon kojeg je vlastiti trener odbacio, Squirtle se udružio s još četiri Squirtlea i osnovao zločinačku družinu. Kada je družina spasila obližnji gradić od šumskog požara, postaju vatrogasna družina toga grada – doduše, bez svoga vođe, koji je odlučio otići s Ashom. Squirtle je u Ashovom timu bio tijekom većine Ashovih putovanja kroz Kanto regiju, Orange otoke i dijelove Johto regije prije povratka u svoju družinu.
Mnogi mladi Squirtli viđeni su laboratoriju profesora Oaka. Jedan od malenih Squirtlea posebno se svidio mladoj Pokémon koordinatorici i Ashovoj prijateljici May, pridruživši se njenom timu. Mayin se Squirtle kasnije razvio u Wartortlea.
Ashov se Squirtle vratio u Ashov tim u epizodi "First Pokémon! Final Battle!", u kojoj je upoznao Mayinog Squirtlea, i pobijedio Brandonova Ninjaska, ali je izgubio protiv njegova Solrocka.
Iako je viđen samo u ubačenoj sceni događaja iz prošlosti tijekom epizode "Challenge Of The Samurai!", Gary Oak također je započeo svoje putovanje sa Squirtleom, koji se tijekom svog putovanja s Garyjem razvio u Blastoisea.